# Myrmoteras
Myrmoteras es un género de hormigas perteneciente a la familia Formicidae. Se distribuyen por la región indomalaya y la Wallacea.

## Especies
Se reconocen las siguientes:
- Myrmoteras agostii Bharti & Akbar, 2014
- Myrmoteras arcoelinae Agosti, 1992
- Myrmoteras bakeri Wheeler, 1919
- Myrmoteras barbouri Creighton, 1930
- Myrmoteras baslerorum Agosti, 1992
- Myrmoteras binghamii Forel, 1893
- Myrmoteras brachygnathum Moffett, 1985
- Myrmoteras brigitteae Agosti, 1992
- Myrmoteras ceylonicum Gregg, 1957
- Myrmoteras chondrogastrum Moffett, 1985
- Myrmoteras concolor Bui, Eguchi & Yamane, 2013
- Myrmoteras cuneonodum Xu, 1998
- Myrmoteras danieli Agosti, 1992
- Myrmoteras diastematum Moffett, 1985
- Myrmoteras donisthorpei Wheeler, 1916
- Myrmoteras elfeorum Agosti, 1992
- Myrmoteras estrudae Agosti, 1992
- Myrmoteras glabrum Zettel & Sorger, 2011
- Myrmoteras indicum Moffett, 1985
- Myrmoteras insulcatum Moffett, 1985
- Myrmoteras iriodum Moffett, 1985
- Myrmoteras ivani Agosti, 1992
- Myrmoteras jacquelinae Agosti, 1992
- Myrmoteras jaitrongi Bui, Eguchi & Yamane, 2013
- Myrmoteras karnyi Gregg, 1954
- Myrmoteras marianneae Agosti, 1992
- Myrmoteras maudeae Agosti, 1992
- Myrmoteras mcarthuri Zettel & Sorger, 2011
- Myrmoteras mjoebergi Creighton, 1930
- Myrmoteras moffetti Bharti & Akbar, 2014
- Myrmoteras morowali Moffett, 1985
- Myrmoteras namphuong Bui, Eguchi & Yamane, 2013
- Myrmoteras nicoletteae Agosti, 1992
- Myrmoteras opalinum Bui, Eguchi & Yamane, 2013
- Myrmoteras scabrum Moffett, 1985
- Myrmoteras susanneae Agosti, 1992
- Myrmoteras tomimasai Bui, Eguchi & Yamane, 2013
- Myrmoteras tonboli Agosti, 1992
- Myrmoteras toro Moffett, 1985
- Myrmoteras williamsi Wheeler, 1919
- Myrmoteras wolasi Moffett, 1985